# Loma del Molino
Loma del Molino är en ort i Mexiko.   Den ligger i kommunen Villa Victoria och delstaten Mexiko, i den sydöstra delen av landet, 90 km väster om huvudstaden Mexico City. Loma del Molino ligger 2 589 meter över havet och antalet invånare är 289.
Terrängen runt Loma del Molino är kuperad norrut, men söderut är den platt. Runt Loma del Molino är det ganska tätbefolkat, med 166 invånare per kvadratkilometer. Närmaste större samhälle är Amanalco de Becerra, 18,1 km söder om Loma del Molino. Trakten runt Loma del Molino består till största delen av jordbruksmark.